# Carollia brevicauda
Carollia brevicauda је врста слепог миша из породице Phyllostomidae.

## Распрострањење
Ареал врсте Carollia brevicauda обухвата већи број држава.
Врста је присутна у следећим државама: Бразил, Венецуела, Колумбија, Перу, Боливија, Еквадор, Панама, Гвајана, Суринам, Француска Гвајана и Тринидад и Тобаго.

## Станиште
Станишта врсте су шуме и саване.

## Угроженост
Ова врста је наведена као последња брига, јер има широко распрострањење и честа је врста.